# Yurameki
Yurameki (jap. ゆらめき) – singel zespołu Dir En Grey wydany w 1999 r. jednocześnie z Akuro no Oka i -ZAN-. Singiel znalazł się najwyżej na 5 miejscu japońskiej listy Oricon.

## Lista utworów
Autorem tekstów jest Kyo. Muzykę do tytułowego utworu skomponował Shinya.
1. Yurameki (ゆらめき) (5:09)
2. Akuro no Oka K.N.Y. Mix (アクロの丘"K.N.Y. Mix") (remix by Gary Adante, Rob Arbittier, Eddie DeLena) (5:51)